# Arabská demokratická strana (Izrael)
Arabská demokratická strana (hebrejsky: המפלגה הדמוקרטית הערבית; ha-Miflaga ha-Demokratit ha-Aravit, známa též pod akronymem Mada – מד"ע, arabsky: ألحزب الديمقراطي العربي, al-Hizb al-Dimukrati al-Arabi) je izraelská politická strana založená roku 1988.

## Okolnosti vzniku a ideologie strany
Strana vznikla 15. února 1988, když se dosavadní člen poslaneckého klubu strany Ma'arach Abdulvaháb Darávaša odtrhl na protest proti izraelské politice během první intifády od své formace a založil vlastní politickou platformu. Za ní pak kandidoval ve volbách roku 1988 a byl opětovně zvolen. Strana podporovala vznik palestinského státu, požadovala uznání Organizace pro osvobození Palestiny a důslednou rozvoprávnost izraelských Arabů.
Ve volbách roku 1992 kandidovala strana opět samostatně a získala tentokrát dva mandáty (Abdulvaháb Darávaša a Talab as-Sána). Stala se tak jedinou arabskou stranou v izraelském parlamentu. Ve volbách roku 1996 kandidovala v alianci se Sjednocenou arabskou kandidátkou pod akronymem Mada-Ra'am. Abdulvaháb Darávaša a Talab as-Sána opět získali v jejím rámci své mandáty. V následujících volbách již strana přímo splynula se Sjednocenou arabskou kandidátkou a tento stav trvá dosud, byť v jejím rámci tvoří stále formálně samostatnou frakci, jejímž předsedou je Talab as-Sána, zároveň předseda celé Sjednocené arabské kandidátky.